# Пчёлы (книга)
Пчёлы – научно-популярная книга биолога, писателя и журналиста Иосифа Ароновича Халифмана о жизни пчёл. За впервые опубликованный в 1950 году литературный труд её автор в 1951 году получил Сталинскую премию второй степени. После этого книга была неоднократно переиздана и переведена на многие языки мира.

## Содержание
Пчела – насекомое, которое издавна интересует человека из-за способности производить мёд и другие продукты пчеловодства, а также опылять растения. Знания о пчёлах и организации жизни роя необходимы человеку, чтобы приручить пчелу и направить её деятельность на пользу себе. Научно-популярный труд «Пчёлы» – успешная попытка обобщить современные знания о пчёлах и донести их широким слоям населения.
Книга начинается со знакомства читателя с каждым из членов пчелиной семьи и их функциями. Много написано о гнездах, сотах, ячейках, говорится о строительных инстинктах в природе и в созданном человеком улье. Автор описывает не только медоносных пчёл, но и осмий, цератин, коллетид и т.д. Показана роль цветов в жизни насекомого. Подробно описана жизнь отдельной пчелы и всего роя во всех стадиях и циклах. Большая глава посвящена приручению пчелы и пчеловодству. Книга легко читается и понятна любому человеку.

## История создания
Иосиф Аронович Халифман с 15-летнего возраста работал журналистом в газетах. Но его интересовала биология, в частности пчеловодство, поэтому он поступил на вечернее отделение Киевского ветеринарно-зоотехнического института. В 1930 году он переехал в Москву и перевёлся в Тимирязевскую академию. Первые записи для будущей книги, которые начал делать на опытной пасеке Халифман, относятся к 1935 году. В 1949 году аспирант-биолог Халифман принёс рукопись книги «Пчёлы» в издательство «Молодая гвардия». В 1950 году труд был издан тиражом в 50 тысяч экземпляров.

## Отзывы
Книга была хорошо принята как простыми читателями, так и в научной среде, была мгновенно раскуплена.
Так вспоминает ажиотаж вокруг выхода книги «Пчёлы» Лев Разгон в своём труде "Живой голос науки":

Ни один роман не имел такой прессы, как эта биологическая книжка…

«Литературная газета» писала о ней, как об «удаче исследователя». Множество практиков-пчеловодов, от никому не известных пасечников до знаменитого председателя колхоза «Рассвет» Кирилла Орловского, единодушно утверждали, что книга И. Халифмана – самое лучшее пособие для пчеловода. Журнал «Пчеловодство» даже требовал, чтобы «Пчелы» были включены в список учебных пособий для специальных и средних школ. И печатал письма колхозных пчеловодов, жаловавшихся, что в местах наиболее развитого пчеловодства книгу И. Халифмана невозможно найти ни в магазинах, ни в библиотеках. И они были правы. Москва и другие большие города нашей страны не самые подходящие места для разведения пчёл. Но именно в Москве дотошный читатель раньше всех раскупил эту книгу.
Высоко оценили книгу известнейшие учёные того времени – Академик Александр Николаевич Несмеянов, биолог Людмила Ивановна Перепелова и др., а также писатели – Александр Трифонович Твардовский, Владимир Фёдорович Тендряков, Мариэтта Сергеевна Шагинян и др.

## Награды
Сталинская премия второй степени (1951) – присуждена Постановлением Совета Министров СССР от 15 марта 1951 года Иосифу Ароновичу Халифману за научно-популярный труд «Пчёлы», опубликованный в 1950 году. Информация об этом факте размещалась на оборотной титульного листа книги начиная со второго издания.

## Издания

### На русском языке
- Пчёлы: Книга о биологии пчелиной семьи и победах науки о пчёлах / И. Халифман. — Москва: Молодая гвардия, 1950 (тип. «Кр. знамя»). — 352 с.[1] Тираж 50000 экз.
- Пчёлы: Книга о биологии пчелиной семьи и победах науки о пчёлах. — [2-е изд., доп.]. — Москва: Госкультпросветиздат, 1952. — 256 с.[2] Тираж 50000 экз.
- Пчёлы: Книга о биологии пчелиной семьи и победах науки о пчёлах. — [Перераб. изд.]. — [Москва]: Молодая гвардия, 1953.[3] — 431 с. Тираж 50000 экз.
- Пчёлы / Иосиф Аронович Халифман. — 4-е изд., перераб. и доп. — Москва: Молодая гвардия, 1963. — 398 с.[4] Тираж 65000 экз.
- Пчёлы: Повесть о биологии пчелиной семьи и победах науки о пчелах / Е. Васильева, И. Халифман. — 6-е изд., доп. — М.: Молодая гвардия (Серия «Эврика»), 1981. — 304 с.[5] . Тираж 100000 экз.
- Пчёлы / Евгения Васильева, Иосиф Халифман. — М. Мир; Братислава: Obzor, 1985. — 319 с.[6]
- Пчёлы: Повесть о биологии пчелиной семьи и победах науки о пчелах / Е. Васильева, И. Халифман. — М.: Языки славянских культур, 2001. — 279 с.; 22 см. — (Studia naturalia).; ISBN 5-7859-0183-8[7]

### На других языках
- Польском — Pszczoły: O biologii roju i zdobyczach nauki o pszczołach / I. Chalifman; Przełożyli J. Guderska, W. Grylicz. — Warszawa: Państwowe wyd-wo rolnicze i leśne, 1951. — 294 с.[8] Тираж 10330 экз.
- Немецком — Die Bienen: Wissenschaftliche Erkenntnisse aus der Biologie des Bienenvolkes / I. Chalifman; Übers. von W. Goetz. — Berlin: Deutscher Bauernverl., 1952. — 215 с.[9]
- Эстонском — Mesilased / Jossif Halifman. Пер. Юлиуса Эланго (Julius Elango); Оформл. Леопольда Энносаара (Leopold Ennosaar). — Tallinn: Eesti Riiklik Kirjastus, 1953. — 288 с.
- Польском — Pszczoły: Książka o biologii rodziny pszczelej i zdobyczach nauki o pszczołach / I. Chalifman; Przeł. z ros. W. Grylicz i i. — 2-e wyd. — Warszawa: Państw. wyd-wo rolnicze i leśne, 1954. — 320 с.[10]
- Польском — Pszczoły: Książka o biologii rodziny pszczelej i zdobyczach nauki o pszczołach / I. Chalifman; Przeł. z ros. W. Grylicz i i. — 3-e wyd. — Warszawa: Państw. wyd-wo rolnicze i leśne, 1955. — 320 с. Тираж 10160 экз.
- Украинском — Бджоли: Книга про біологію бджоляної сім’ї і перемогу науки про бджіл. / Й. Халіфман. — К.: Держсільгоспвидав УРСР, 1955. — 302 с. Тираж 18 000 экз.
- Французском — Les abeilles: Les conquêtes de l’apidologie, la biologie de la ruchée / J. Khalifman. — Moscou: Éd. en langues étrangères, 1955. — 401 с.[11]
- Английском — Bees: a book on the biology of the bee-colony and the achievements of bee-science / I. Khalifman. — Moscow: Foreign languages publ. house, 1955. — 365 с.[12]
- Венгерском — A méhek: Könyv a méhcsalád biológiájáról és méhekről szóló tudomány diadalairól / I. Halifman; Ford. Gellért György. — Budapest: Művelt nép, 1955. — 287 с.[13]

## Сноски
1. ↑  Карточка и описание книги в РГБ. Дата обращения: 9 декабря 2021. Архивировано 9 декабря 2021 года.
2. ↑  Карточка и описание книги в РГБ. Дата обращения: 9 декабря 2021. Архивировано 9 декабря 2021 года.
3. ↑  Карточка и описание книги в РГБ. Дата обращения: 9 декабря 2021. Архивировано 9 декабря 2021 года.
4. ↑  Карточка и описание книги а РГБ. Дата обращения: 9 декабря 2021. Архивировано 9 декабря 2021 года.
5. ↑  Карточка и описание книги в РГБ. Дата обращения: 9 декабря 2021. Архивировано 9 декабря 2021 года.
6. ↑  Карточка и описание книги в РГБ. Дата обращения: 9 декабря 2021. Архивировано 9 декабря 2021 года.
7. ↑  Карточка и описание книги в РГБ. Дата обращения: 9 декабря 2021. Архивировано 9 декабря 2021 года.
8. ↑  Карточка и описание книги в РГБ. Дата обращения: 9 декабря 2021. Архивировано 9 декабря 2021 года.
9. ↑  Карточка и описание книги в РГБ. Дата обращения: 9 декабря 2021. Архивировано 9 декабря 2021 года.
10. ↑  Карточка и описание книги в РГБ. Дата обращения: 9 декабря 2021. Архивировано 9 декабря 2021 года.
11. ↑  Карточка и описание книги в РГБ. Дата обращения: 9 декабря 2021. Архивировано 9 декабря 2021 года.
12. ↑  Карточка и описание книги в РГБ. Дата обращения: 9 декабря 2021. Архивировано 9 декабря 2021 года.
13. ↑  Карточка и описание книги в РГБ. Дата обращения: 9 декабря 2021. Архивировано 9 декабря 2021 года.